# Rosas (Tanzensemble)
Rosas ist ein weltweit bekanntes Ensemble des zeitgenössischen Tanzes in Europa. Es wurde 1983 von Anne Teresa De Keersmaeker gegründet, die seitdem seine künstlerische Leitung innehat. In Brüssel, Belgien situiert unternimmt es zahlreiche internationale Gastspiele in Theatern und Festivals.

## Künstlerische Kennzeichnung
Die Stücke Rosas zeichnen sich durch einen intensiven, oft energiegeladenen Stil aus mit einer für den Zuschauer zum Teil beinah schmerzhaft erscheinende Körperlichkeit, die im Tanzgeschehen mitunter unvermittelt losbricht. Im tänzerischen Ausdruck finden sich abstrakte Bewegungsabläufe ebenso wie alltägliche Gesten, die zum Teil als solche eingebunden werden, wie etwa das Verrücken von Stühlen, oder als formalisierte Bewegungselemente verwendet werden, wie z. B. eine Kopfdrehung wie bei einem Sich-Umschauen. Zumal in Werken der Anfangszeit überwiegt ein rigoroses Bewegungsschema, das in jüngeren Werken zugunsten eines fließenderen Ausdrucks etwas zurücktritt.
Der Tanz übersetzt die Musik visuell. Dies kann körperlich geschehen, wie z. B. ein Sturz einen Donner in Raga for the Rainy Season ausdrückt, meist jedoch eher abstrakt. In manchen Stücken wird gesprochener Text eingebunden, was jedoch lediglich in Kassandra so weit geht, dass mehr gesprochen als musikalisch unterlegt wird. Seltener findet sich Gesang oder andere Lautäußerung wie Schreien.
Der zur Verfügung stehende Raum wird recht gleichmäßig verwendet. Alle auf der Bühne Anwesenden werden in den Handlungskern einbezogen, was zu einem lebhaften, geschlossenen Eindruck beiträgt. Die Senkrechte wird ebenfalls ausgenutzt, wobei Sprünge und Stürze kennzeichnend wirken. Das Ensemble beherrscht Stücke sowohl für kleine Bühnen wie für Opernhäuser. Emblematische Stücke wurden auch in der Form eines Tanzfilms gefasst, zumal Rosas danst Rosas.
Die Tänzerinnen genießen eine gewisse Freiheit der Gestaltung auf der Bühne, was bei Bitches Brew/Tacoma Narrows so weit geht, dass innerhalb eines vereinbarten Grobrahmens auf der Bühne improvisiert wird.
Bühnenbild und Kostüme sind meist einfach gehalten. Mitunter werden Ausstattungsgegenstände in die Bewegung mit eingebunden, wie die bereits erwähnte Stuhlumsetzung. In einigen Werken wird Video verwendet.
Die tänzerische Widerspiegelung zeitgenössischer Themen findet sich kaum, denn das Hauptaugenmerk liegt auf der visuellen Darstellung von Musik. Manche Stücke durchzieht ein leicht feministischer Gedanke, sicherlich Stella, aber auch (but if a look should) April me, das Aspekte der Rollenunterschiede in Paaren enthält. Bemerkenswert mag die Auflage von Once und Kassandra in den letzten Jahren erscheinen, die als eine Mahnung sich wiederholender Erfahrung aufgefasst werden können. Unter den Stücken jüngeren Datums wurden ebenfalls gefühlsbetontere Werke aufgenommen, zumal mit A Love Supreme.
Das Ensemble weist mithin ein Repertoire auf, das von eher rigoros abstrakten Werken aus der Frühzeit, wofür Rosas danst Rosas nach wie vor archetypisch steht, über geschmeidigere Stücke jüngeren Datums bis hin zum Tanztheater Kassandras recht unterschiedliche Charakteristiken aufweist, wodurch es bei aller Energiegeladenheit abwechslungsreich ist und für die trotz des hohen Niveaus große Vielseitigkeit des Ensembles spricht.

## Zusammensetzung
Das Ensemble wird künstlerisch geleitet von seiner Gründerin und Choreographin Anne Teresa De Keersmaeker, die auch selber noch tanzt. Gastchoreographien fanden in jüngerer Zeit ebenfalls vereinzelt statt. Ensemblemitglieder nehmen jedoch an der artistischen Gestaltung der Werke teil.
Neben De Keersmaeker scheint das Ensemble derzeit neun weitere feste Tänzerinnen und Tänzer zu zählen, auch wenn manches Stück in der Vergangenheit bis zu 40 Personen zugleich auf die Bühne brachte. Von den Gründungsmitgliederinnen ist neben De Keersmaeker noch Fumiyo Ikeda dabei. Cynthia Loemij [luˑˈmɛɪ̆] und Taka Shamoto sind weitere Tänzerinnen mit mindestens zehnjähriger Angehörigkeit. Das Ensemble ist international zusammengesetzt, wobei vielfältige Schulen und Erfahrungen vertreten sind. Viele der Mitglieder haben während ihrer Ausbildung eine Station in Performing Arts Research and Training Studios (PARTS), der von De Keersmaeker geleiteten Tanzschule, durchlaufen, an der etliche Ensemblemitglieder auch lehren. 
Für etliche Stücke wird die Musik komponiert und sogar mit auf der Bühne gespielt. Diesbezüglich wesentlich ist Thierry De Mey. Häufige musikalische Partner sind das Ictus Ensemble und The Duke Quartet. Unter den verwendeten Komponisten nimmt Steve Reich eine herausragende Stellung ein, da seine Musik kennzeichnend für die Energiebetonung der Werke ist.
Für das Bühnenbild zeichnet meist Jan Versweyveld verantwortlich. Es werden verschiedene Kostümbildner verwendet; eine Flexibilität, die sich auch bei der Lichtgestaltung wiederfindet.

## Hauptwerke
- Rosas danst Rosas – Das Gründungsstück Rosas, das bis heute als kennzeichnend erscheint.
- Ottone, Ottone – Die erste Opernproduktion des Ensembles.
- ERTS – Die erste Großproduktion des Ensembles, in der das Orchester als Teil des Geschehens aufgenommen wird und zum ersten Mal Video verwendet wird.
- Amor constante más allá de la muerte – Das Stück stellt insofern einen Wendepunkt dar, als die Choreographien nunmehr stärker auf die jeweiligen Tänzerinnen und Tänzer zugeschnitten werden.
- I said I – Peter Handkes Selbstbezichtigung bildet die Grundlage für die Quintessenz der Erfahrung des Ensembles in der Umsetzung von Literatur durch Tanz dar.
- Bitches Brew/Tacoma Narrows – Die Musik Miles Davis stellt den Hintergrund für eine tänzerische Improvisation des Ensembles.

## Residenz und Finanzierung

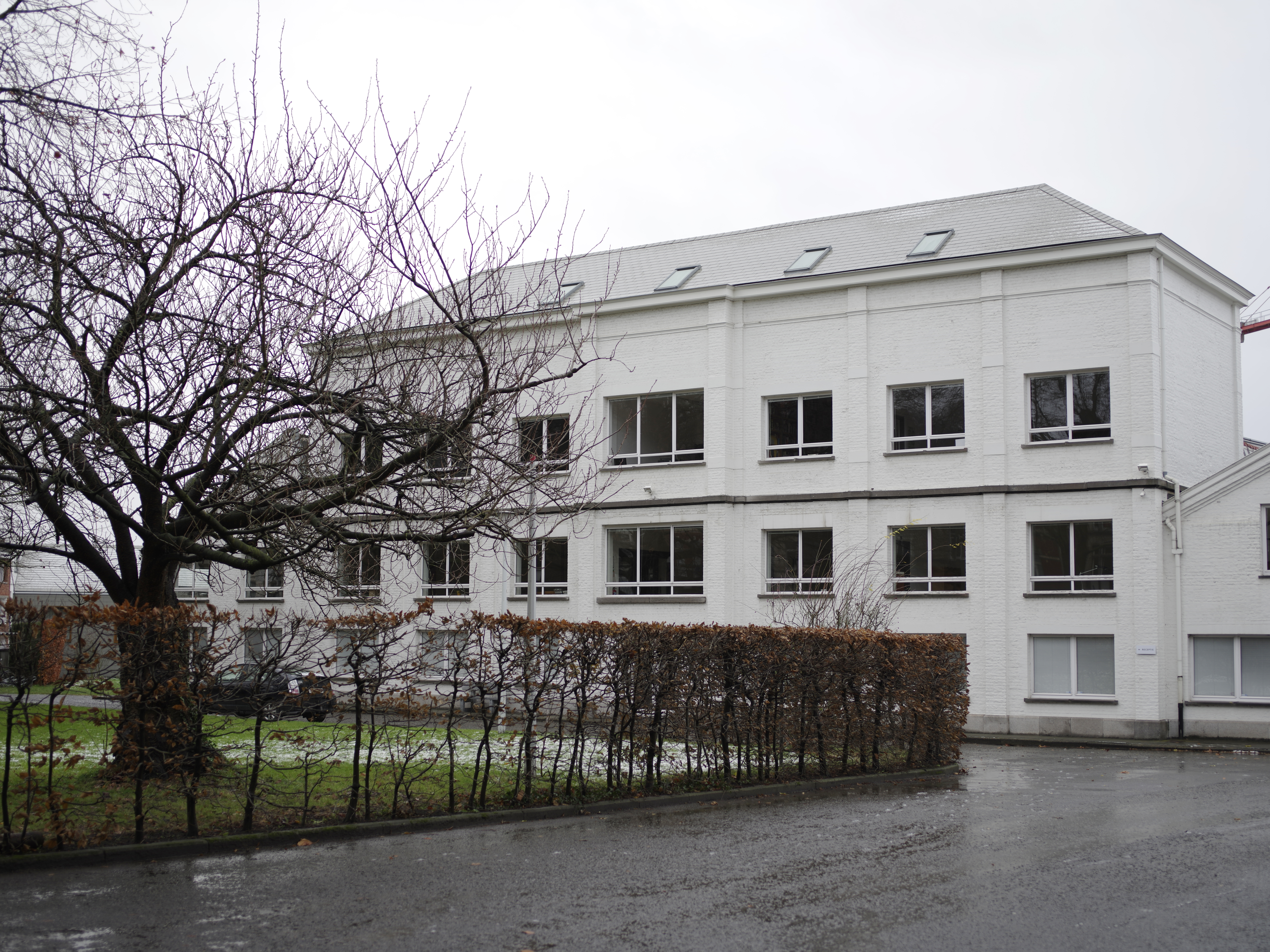
Das Büro der Tanzkompanie Rosas in Van Volxemlaan 164 in 1190 Brüssel (Vorst).

Rosas ist ein selbständiges Ensemble. Es tritt vor allem in verschiedenen Häusern der Hauptstadtregion Brüssel auf, zumal dem Kaaitheater und der Koninklijke Muntschouwburg/Théatre royal de la monnaie, die beide häufig als Mitproduzenten auftreten. Hinzu kommen Gastspiele in anderen Städten, besonders der flämischen, aber auch der französischen Gemeinschaften Belgiens, ebenso wie zahlreiche Gastspiele an Häusern und Festivals in Europa und Übersee.
Das Ensemble wird von der Flämischen Gemeinschaft und der belgischen Nationallotterie unterstützt. 1998 wies das Ensemble einen Haushalt von etwas über 1,5 Millionen Dollar auf. 40 Prozent hiervon wurden durch auswärtige Gastspiele eingenommen. Das Ensemble verfügte damals über fast 30 ständige Mitarbeiter.

## Geschichte
Das Ensemble wurde 1983 von Anne Teresa De Keersmaeker gegründet. Die Wurzeln Rosas reichen zurück zu Maurice Béjart. Seine Tanzschule Mudra hatten die vier ursprünglichen Tänzerinnen Rosas durchlaufen. Neben Anne Teresa De Keersmaeker waren dies Adriana Borriello, Michèle Anne De Mey sowie Fumiyo Ikeda, die noch heute dem Ensemble angehört. Bis 1987 bestand das Ensemble ausschließlich aus Tänzerinnen.
Sein erstes Stück, Rosas danst Rosas, begründete 1983 durch seine energiegeladene Dynamik mit betonter Körperlichkeit den Ruf des Ensembles. Zumindest in den ersten Jahren reagierte das Publikum hierauf durchaus gespalten. Die 90er Jahre sahen die Einbeziehung von Texten in die Choreographie sowie eine Reihe von Großproduktionen. In den letzten Jahren hat sich eine Tendenz zu harmonischerem Bewegungsablauf und vermehrter Improvisation abgezeichnet.
Rosas war in den ersten Jahren Hausensemble des Kaaitheaters in Brüssel (Belgien). Von 1992 bis Ende der Spielzeit 2006/07 residierte es in der Koninklijke Muntschouwburg/Théatre royal de la monnaie in Brüssel.
Die dynamische Energie und Heftigkeit im körperlichen Ausdruck der Musik hat den zeitgenössischen Tanz in Europa beeinflusst. Rosas danst Rosas war diesbezüglich ein Meilenstein. Das Ensemble erhielt im Laufe der Jahre mehrere Auszeichnungen Flanderns, Frankreichs, Großbritanniens, USA, Japan et al. und in Deutschland 2003 den Kritikerpreis des Verbandes der deutschen Kritiker.
Aus Rosas sind u. a. hervorgegangen:
- Adriana Borriello, die heute mit ihrem Ensemble Almatanz in Civitanova Marche (Italien) residiert;
- Michèle Anne De Mey, heute artistische Mitdirektorin von Charleroi/Danses, dem Tanzensemble der Französischen Gemeinschaft Belgiens, in Charleroi (Belgien).

## Weblink
- http://www.rosas.be/ (englisch)